# Cynfarch Oer
Cynfarch Oer (ou Cunomarcus ou  Cynfarch ap Meirchion) était  un roi de Rheged, au VIe siècle vers 530-560. 
On sait peu de choses sur lui. Il serait le fils de  Meirchion Gul (vers 500-530) et père  du roi Urien de Rheged (vers 560-590). Sa lignée est connue sous le nom de « Cynferchyn »  :
Selon  le professeur H.M. Chadwick,  Senyllt ap Dingat roi de  Galloway était  exilé dans l'île de  Man vers 550, et David Nash Ford suggère que   Cynfarch était son ennemi. D'où le nom  « Rheged » à Dunragit près de Stranraer et les contes de Mark ap Meirchion (ou Cun-mark ap Meirchion) dans la même région.

## Sources
- (en) Peter Bartrum, A Welsh classical dictionary: people in history and legend up to about A.D. 1000, Aberystwyth, National Library of Wales, 1993 (ISBN 9780907158738), p. 197   CYNFARCH OER ap MEIRCHION GUL. (480).
- (en) Tim Clarkson, The Men of the North. The Britons of southern Scotland, Edinburgh, John Donald, 2010, 230 p. (ISBN 9781906566180), p. 41,75.